# Iglasjön (Gränna socken, Småland)
Iglasjön är en sjö i Jönköpings kommun i Småland och ingår i Motala ströms huvudavrinningsområde.